# Camboriú
Camboriú est une ville brésilienne du littoral nord de l'État de Santa Catarina.

## Géographie
Camboriú se situe par 27° 01′ 31″ de latitude sud et par 48° 39′ 16″ de longitude ouest, à une altitude de 8 mètres. Sa population était de 62 289 habitants au recensement de 2010. La municipalité s'étend sur 215 km2.
Elle fait partie de la microrégion d'Itajaí, dans la mésorégion de la Vallée du rio Itajaí.

## Villes voisines
Camboriú est voisine des municipalités (municípios) suivantes :
- Itajaí
- Balneário Camboriú
- Itapema
- Tijucas
- Canelinha
- Brusque

## Culture
Green Valley est l'une des importantes discothèques de la ville.